# Jób lázadása
Jób lázadása (La rebelión de Job) es una película de drama bélico húngara de 1983 dirigida por Imre Gyöngyössy y Barna Kabay. Fue nominada al Oscar a la Mejor Película Internacional.
Lackó es un huérfano húngaro al que adopta una pareja judía. Vive con la familia hasta que los nazis se llevan a sus padres.
Hungría, 1943. Una pareja de ancianos judíos, Jób y Róza, adoptan a un niño rebelde no judío (Lackó) a quien pretenden transmitir su riqueza y conocimiento antes de que la opresión nazi se apodere de Hungría.
Al asistir al estreno de la película en la ciudad de Nueva York, Gyöngyössy dijo que tenía la intención de la película "como un mensaje no solo entre generaciones sino entre naciones".

## Reparto
- Ferenc Zenthe como Jób
- Hédi Temessy como Róza
- Péter Rudolf como Jani
- Léticia Cano como Ilka
- István Verebes como Rabbi hangja
- László Gálffi como Cirkuszos
- Gábor Fehér como Lackó
- Nóra Görbe como Ilka hangja
- András Ambrus como Ügyvéd
- Sándor Oszter como Árvaház igazgatója
- Péter Blaskó como Fiatal szomszéd
- Flóra Kádár